# Група могил (Орли)
Група могил: 1 братська могила радянських воїнів; 1 братська могила радянських партизанів в с. Орли — пам'ятка історії місцевого значення, державний охоронний № 838-Дп.
Дата спорудження меморіалу — 1956 рік (Харків, масове виробництво). Поховання належить до періоду Другої світової війни (1941—1943 рр.).
Пам'ятка знаходиться за адресою: Дніпропетровська область, Покровський район, село Орли вул. Центральна 20, у парку. Група могил знаходиться у центральній частині парку села Орли, на земляному майданчику, який має форму кола. У східній частині цього кола знаходиться три скульптури і дві могили. По центру розташований односхідчастий чотиригранний обеліск увінчаний металевої зіркою.
Зліва від обеліска на п'єдесталі розташована скульптура «Воїн і партизан» — партизан схилився на коліно, покладаючи правою рукою квіти, а лівою тримаючись за прапор. Поряд з ним стоїть радянський воїн з автоматом. Справа від обеліска знаходиться скульптура, яка зображує коліноуклінного воїна. У лівій зігнутій руці він тримає дуло автомата.
Монументи розміщені на п'єдесталах. Навпроти скульптур знаходяться братські могили.
У першій могилі поховано 13 партизан, розстріляних нацистськими окупантами в лютому 1942 року.
У другій — похована санітарка Ю. Пікуль, яка загинула 5 жовтня 1941 року, та 9 воїнів 257-ї стрілецької дивізії, які загинули під час звільнення села від німецько-фашистських загарбників 14 вересня 1943 року.
Перепоховання останків в першу могилу відбулося в 1946 році, а в другу могилу останки перенесено в 1956 році. На могилах встановлено металічні надгробні плити з викарбуваними на них прізвищами загиблих.